# Cosmos 148
Cosmos 148 (en cirílico, Космос 148) fue un satélite artificial militar soviético perteneciente a la clase de satélites DS (en concreto, era un DS-P1-I, el segundo de su tipo) y lanzado el 16 de marzo de 1967 mediante un nuevo tipo de cohete Kosmos-2I, estrenando el complejo de lanzamiento Raduga del cosmódromo de Plesetsk.

## Objetivos
Cosmos 148 fue parte de una red de satélites militares utilizados para calibrar y mejorar el sistema de detección antimisiles balísticos soviético. El propósito declarado por la Unión Soviética ante la Organización de las Naciones Unidas en el momento del lanzamiento era realizar "investigaciones de la atmósfera superior y el espacio exterior".

## Características
El satélite tenía una masa de 325 kg, forma dodecaédrica y la alimentación eléctrica era proporcionada por células solares situadas en su superficie. Reentró en la atmósfera el 7 de mayo de 1967. El satélite fue inyectado en una órbita con un perigeo de 275 km y un apogeo de 436 km, con una inclinación orbital de 71 grados y un período de 91,26 minutos.